# Nefrotomia
Nefrotomia – zabieg operacyjny nacięcia miąższu nerki. Zazwyczaj wykonywany jest w celu usunięcia kamienia nerkowego.